# 手槍星雲

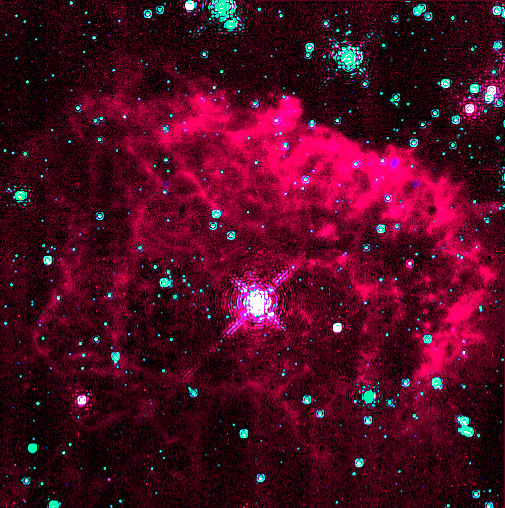
由NASA的近紅外線照相機和多目標分光儀拍攝，經過假色處理的手槍星和手槍星雲的影像。

手槍星雲是圍繞著大質量恆星手槍星的星雲，兩者的位置都在距離地球25,000光年遠，位於人馬座，靠近銀河系的中心處。這個星雲的質量大約10倍於太陽，是在數千年前被手槍星拋出來的游離氣體。這個星雲在1980年代就被從低分辨率的影像中辨認識出來，並因為它的形狀而被命名為手槍星雲。手槍星是顆高光度藍變星，光度是太陽的170萬倍，質量則約為太陽的120至200倍。